# MEGAドン・キホーテUNY市原店
MEGAドン・キホーテUNY市原店（メガドンキホーテユニーいちはらてん）は、千葉県市原市に所在し、UDリテール株式会社が運営するショッピングセンターである。

## 概要
1998年（平成10年）11月21日、ユニー株式会社によって『アピタ市原店』が開業した。
2019年2月、ユニーの兄弟会社であるUDリテール株式会社によって業態転換する事が決定。アピタ直営売場は2020年1月3日をもって閉店し、同年3月17日に『MEGAドン・キホーテUNY市原店』としてリニューアルオープンした。UDリテールが運営するドン・キホーテとユニーのダブルネーム店舗としては同店が千葉県内初（1号店）である。

## 沿革

### 年表
- 1998年（平成10年）11月21日- ユニー株式会社が『アピタ市原店』として開店[4]。
- 2020年（令和2年）
  - 1月3日 - アピタ市原店としての営業を終了[5]。
  - 3月17日 - UDリテール株式会社によって「アピタ」を業態転換。『MEGAドン・キホーテUNY市原店』としてリニューアルオープン[2]。

## アクセス
- 五井駅から[1]
  - 小湊鐵道バス（五23系統）「アピタ前」で下車した目の前。
  - 徒歩33分
- 姉ケ崎駅から[1]
  - 小湊鐵道バス（五23系統）「アピタ前」で下車した目の前
- 市原インターチェンジから[1]
  - 国道297号、潮見通り経由で14分